# Dmitrij Jakovlevič Laptěv
Dmitrij Jakovlevič Laptěv (rusky Дмитрий Яковлевич Лаптев; 1701 Bolotovo – 31. ledna 1771 Bolotovo) byl ruský polárník, cestovatel a navigátor.

## Životopis

### Mládí
Pradědeček Dmitrije Laptěva – Pjotr Rodionov, strávil celý svůj život ve službách cara, zúčastnil se mnoha bitev, válečných tažení a válek, kde se proslavil svou odvahou a věrností carovi. Za své služby byl povýšen do šlechtického stavu a bylo mu darováno několik vesnic nedaleko města Velikije Luki v Pskovské oblasti. Jeho synové a vnuci postupně drolili mezi sebou zděděné osady – Pokarevo, Bolotovo, Dudino, Andrejkovo, Leškichino a další. Do rodiny Jakova Laptěva, kterému patřila vesnice Bolotovo, se narodil v roce 1701 Dmitrij Laptěv. Sousední vesnice Pokarevo patřila Dmitrijovi strýci, jemuž se v roce 1700 narodil syn Chariton Laptěv, Dmitrijův bratranec. Oba chlapci byli od dětství vychováváni jak bratři. Nejprve se učili u vesnického kněze, pak se společně vydali do Petrohradu, aby tam studovali. Ujal se jich strýc Boris Ivanovič Laptěv, který tam byl ve státní službě a vykonával čestné místo lodního mistra. Oba bratranci byli od dětství přitahováni mořem, proto využili strýcova vlivu a stali se jedněmi z prvních posluchačů nově vytvořené petrohradské Akademie námořní stráže. Po úspěšném absolvování teoretické části kurzu byli oba bratranci přiděleni jako kadeti k námořnictvu na Baltskému moři. V roce 1725 Dmitrij Laptěv už velel své první lodi ve Finském zálivu. V roce 1727 převzal velení nad fregatou Svatý Jakub a ve stejném roce byl pověřen velením vojenské poštovní lodi plavící se mezi Kronštadtem a Lubekem.
S arktickými vodami se poprvé seznámil v létě 1730, když se pod velením kapitána Jakova Savviče Barše plavil podél ruského pobřeží v Severním ledovém oceánu.

### Velká severní expedice
V roce 1731 byl přidělen k Velké severní expedici, jejímž cílem bylo prozkoumat a zmapovat rozlehlou oblast severního pobřeží Ruska o délce 130° a 64° 5' až 77° 5' severní šířky a navíc Ochotské moře a Kamčatku. Touto expedicí byl položen začátek studia všech vnitřních oblastí Sibiře.
Dmitrij Laptěv, který byl přidělen k expedici od počátku, neměl ze začátku přesné určení, až v roce 1736 dostal přímý úkol nahradit poručíka Lassiniuse, který pracoval na soupisu pobřeží východně od ústí Leny. Lassinius s padesáti členy své posádky vyplul na lodi Irkutsk z Jakutska, dostal se jen k ústí řeky Chara-Ulach, kde byl nucen přezimovat. Během zimy většina polárníků zemřela na kurděje, zimou a hlady, do Jakutska se vrátilo pouze devět přeživších. Vitus Bering, hlavní vedoucí Velké severní expedice, nechal sestavit nové mužstvo a Laptěva určil jako velitele a navigátora Michaila Jakovleviče Ščerbinina jako jeho zástupce. Dmitrij Laptěv se obával kurdějí, které stáli za smrtí jeho předchůdce, rozhodl se proto proti nim bojovat. Vypozoroval, že domorodci odolávají kurdějím a těžkým podmínkám, protože se živí výhradně syrovým masem, a rozhodl se zavést tento způsob i mezi svými druhy. Z počátku jeho podřízení reptali a bouřili se proti tomuto rozkazu, když ale viděli, jak dobře se cítí Laptěv a ti, kdo začali jíst syrové sobí maso, uposlechli i ostatní. Krom toho Laptěv nařídil pít i odvar z cedrových šišek. Výsledek byl unikátní. Pouze jeho oddíl po celou dobu netrpěl na kurděje. Na jaře 1736 se Dmitrij Laptěv vydal z Jakutska do ústí Leny, odtud pokračoval po ledu co nejdále na východ. Dostal se až k mysu Svatý nos, kde byl definitivně zastaven ledem a musel se vrátit zpět k ústí Leny, kde přezimoval. Úkol považoval za nemožný, byl přesvědčen, že množství pobřežního ledu nedovolí další plavbu východně. V létě 1737 byl Beringem odeslán do Petrohradu, aby podal svědectví o postupu expedice. V Petrohradě s ním nesouhlasili, že není možno pokračovat východně, dostal rozkaz pokračovat v mapování pobřeží východně od řeky Leny až k ústí Kolymy a pak se buď dostat až na Kamčatku, nebo počkat až další část expedice, která připluje z Kamčatky a vyzvedne ho u Kolymy spolu s jeho mužstvem.
Dne 27. června 1739 dosáhl ústí Leny a 5. července přes tzv. Bykovskou cestu vplul do oceánu. Kvůli silnému ledu se pohyboval jen pomalu východním směrem. 11. srpna dosáhl ústí řeky Jana a 14. srpna obeplul mys Svatý nos, neustále u toho mapoval pobřeží. Přiblížil se k Indigarce, kde se pokusil zmapovat i její tok a zjistit splavnost. U Indigarky byl donucen přezimovat a pokračoval dále až s pomocí domorodců. V létě 1740 proplul ke Kolymě a k mysu Velký Baranov, kde ho zastavily ledové kry. V letech 1741–1742 přešel se psím a sobím spřežením po řece Velký Aňuj na horní tok Anadyru, podél této řeky cestoval až k jejímu ústí do moře. Podrobně zmapoval a popsal celou oblast.

### Po expedici
Po skončení expedice se přes Jakutsk vrátil Laptěv do Petrohradu, kde pokračoval ve službě u námořnictva. Věnoval se práci na rozšíření kronštadtského přístavu, velel několika lodím, vždy v Baltském moři. Do arktických oblastí se již nedostal.
V roce 1757 byl povýšen na kontradmirála a v roce 1762 dosáhl hodnosti viceadmirála. V roce 1762 odešel do výslužby kvůli stáří a nemoci, stáhl se na svůj vesnický statek v Bolotovu, odkud často navštěvoval své přátele z expedice do polárních moří. Dmitrij Laptěv byl mimořádně čestný, skromný a starostlivý člověk, který mnohým účastníkům expedice finančně vypomáhal. Požádal Senát o pomoc chudým účastníkům Velké severní expedice. Poté, co se dozvěděl o obtížné situaci rodiny svého zesnulého přítele, navigátora Alexeje Čirikova, okamžitě požádal o převedení svého admirálského důchodu na zadluženou rodinu svého přítele.
V roce 1771 zemřel na svém vesnickém statku.

## Památky
Na jeho počest je pojmenováno:
- Moře Laptěvů
- Průliv Dmitrije Laptěva – mezi Velkým Ljachovským ostrovem a pevninou